# 卡德尼科夫
59°30′N 40°20′E / 59.500°N 40.333°E
卡德尼科夫（俄语：Ка́дников）是俄羅斯沃洛格達州南部的一個城市，與州首府沃洛格達相距43公里。2002年人口5,362人。
卡德尼科夫於1492年首見於文獻。1780年設市。